# Административно-территориальное деление Ермишинского района

Ермишинский район на карте Рязанской области

Ермишинский район

Ермишинский район в рамках административно-территориального устройства включает 1 посёлок городского типа и 5 сельских округов.
В рамках организации местного самоуправления, муниципальный район делится на 6 муниципальных образований, в том числе 1 городское и 5 сельских поселений:
1. Ермишинское городское поселение — пгт Ермишь;
2. Азеевское сельское поселение — с. Азеево;
3. Мердушинское сельское поселение — с. Мердушь;
4. Надежкинское сельское поселение — с. Надежка;
5. Нарминское сельское поселение — с. Нарма;
6. Савватемское сельское поселение — с. Савватьма.

Посёлок городского типа с подчинёнными населёнными пунктами соответствует городскому поселению, сельский округ — сельскому поселению.

## Формирование муниципальных образований
В результате муниципальной реформы к 2006 году на территории 11 сельских округов было образовано 5 сельских поселений.
| Административно-территориальная единица | Населённый пункт    | Муниципальное образование       |
| --------------------------------------- | ------------------- | ------------------------------- |
| Азеевский сельский округ                | Азеево              | Азеевское сельское поселение    |
| Большеляховский сельский округ          | Большое Ляхово      | Азеевское сельское поселение    |
| Большеляховский сельский округ          | Вороновка           | Азеевское сельское поселение    |
| Большеляховский сельский округ          | Данилово            | Азеевское сельское поселение    |
| Большеляховский сельский округ          | Илемники            | Азеевское сельское поселение    |
| Большеляховский сельский округ          | Костино             | Азеевское сельское поселение    |
| Большеляховский сельский округ          | Мухины Поляны       | Азеевское сельское поселение    |
| Большеляховский сельский округ          | Протуры             | Азеевское сельское поселение    |
| Большеляховский сельский округ          | Рюмино              | Азеевское сельское поселение    |
| Большеляховский сельский округ          | Торопово            | Азеевское сельское поселение    |
| Администрация пгт Ермишь                | Гарь                | Ермишинское городское поселение |
| Администрация пгт Ермишь                | Горелышево          | Ермишинское городское поселение |
| Администрация пгт Ермишь                | Ермишь              | Ермишинское городское поселение |
| Администрация пгт Ермишь                | Некрасовка          | Ермишинское городское поселение |
| Администрация пгт Ермишь                | Свестур             | Ермишинское городское поселение |
| Мердушинский сельский округ             | Мердушь             | Мердушинское сельское поселение |
| Мердушинский сельский округ             | Милейка             | Мердушинское сельское поселение |
| Мердушинский сельский округ             | Тупик               | Мердушинское сельское поселение |
| Спас-Раменский сельский округ           | Богатовка           | Мердушинское сельское поселение |
| Спас-Раменский сельский округ           | Корнеевка           | Мердушинское сельское поселение |
| Спас-Раменский сельский округ           | Новинки             | Мердушинское сельское поселение |
| Спас-Раменский сельский округ           | Спасско-Раменье     | Мердушинское сельское поселение |
| Кафтейский сельский округ               | Высокое             | Надежкинское сельское поселение |
| Кафтейский сельский округ               | Кафтейка            | Надежкинское сельское поселение |
| Кафтейский сельский округ               | Липлейка            | Надежкинское сельское поселение |
| Кафтейский сельский округ               | Рязанка             | Надежкинское сельское поселение |
| Кафтейский сельский округ               | Сергеевка           | Надежкинское сельское поселение |
| Надежкинский сельский округ             | Алехино             | Надежкинское сельское поселение |
| Надежкинский сельский округ             | Кулаково            | Надежкинское сельское поселение |
| Надежкинский сельский округ             | Надеждино           | Надежкинское сельское поселение |
| Надежкинский сельский округ             | Надежка             | Надежкинское сельское поселение |
| Надежкинский сельский округ             | Николаевка          | Надежкинское сельское поселение |
| Надежкинский сельский округ             | Петино-Глинково     | Надежкинское сельское поселение |
| Турмадеевский сельский округ            | Акаево              | Надежкинское сельское поселение |
| Турмадеевский сельский округ            | Бедишево            | Надежкинское сельское поселение |
| Турмадеевский сельский округ            | Иванково            | Надежкинское сельское поселение |
| Турмадеевский сельский округ            | Малахово            | Надежкинское сельское поселение |
| Турмадеевский сельский округ            | Прундас             | Надежкинское сельское поселение |
| Турмадеевский сельский округ            | Турмадеево          | Надежкинское сельское поселение |
| Нарминский сельский округ               | Байкур              | Нарминское сельское поселение   |
| Нарминский сельский округ               | Гремячий Ключ       | Нарминское сельское поселение   |
| Нарминский сельский округ               | Даниловские Печи    | Нарминское сельское поселение   |
| Нарминский сельский округ               | Захаровский         | Нарминское сельское поселение   |
| Нарминский сельский округ               | Иван-Арат           | Нарминское сельское поселение   |
| Нарминский сельский округ               | Игошино             | Нарминское сельское поселение   |
| Нарминский сельский округ               | Лебяжий Бор         | Нарминское сельское поселение   |
| Нарминский сельский округ               | Ливер               | Нарминское сельское поселение   |
| Нарминский сельский округ               | Нарма               | Нарминское сельское поселение   |
| Нарминский сельский округ               | Сенин Пчельник      | Нарминское сельское поселение   |
| Нарминский сельский округ               | Степановка          | Нарминское сельское поселение   |
| Нарминский сельский округ               | Сторожевка          | Нарминское сельское поселение   |
| Власовский сельский округ               | Власово             | Савватемское сельское поселение |
| Власовский сельский округ               | Вышуры              | Савватемское сельское поселение |
| Власовский сельский округ               | Елисеевский Посёлок | Савватемское сельское поселение |
| Власовский сельский округ               | Узково              | Савватемское сельское поселение |
| Савватемский сельский округ             | Михайлово           | Савватемское сельское поселение |
| Савватемский сельский округ             | Савватьма           | Савватемское сельское поселение |
| Царёвский сельский округ                | Карачево            | Савватемское сельское поселение |
| Царёвский сельский округ                | Токмаково           | Савватемское сельское поселение |
| Царёвский сельский округ                | Тонкачево           | Савватемское сельское поселение |
| Царёвский сельский округ                | Царёво              | Савватемское сельское поселение |